# The Album (album Blackpink)
The Album – pierwszy koreański album studyjny południowokoreańskiej grupy Blackpink, wydany 2 października 2020 roku przez wytwórnię YG Entertainment. Ukazał się w czterech wersjach fizycznych. Płytę promował singel „Lovesick Girls”.
3 sierpnia 2021 roku album ukazał się w Japonii, wydany przez Universal Music Japan. 

## Lista utworów
| CD | CD                                  | CD | CD                                                                                          | CD                                          | CD      |
| Nr | Tytuł utworu                        | Tekst | Kompozycja                                                                                  | Aranżacja                                   | Długość |
| -- | ----------------------------------- | --- | ------------------------------------------------------------------------------------------- | ------------------------------------------- | ------- |
| 1. | „How You Like That”                 | Teddy, Danny Chung                                                                                          | Teddy, R. Tee, 24                                                                           | R. Tee, 24                                  | 3:01    |
| 2. | „Ice Cream” (z Seleną Gomez)        | Bekuh Boom, Victoria Monét, Teddy                                                                           | Tommy Brown, Mr. Franks, Teddy, Bekuh Boom, Victoria Monét, 24, Selena Gomez, Ariana Grande | Tommy Brown, Mr. Franks, Teddy              | 2:56    |
| 3. | „Pretty Savage”                     | Teddy, Løren, Vince, Danny Chung                                                                            | Teddy, 24, R. Tee, Bekuh Boom                                                               | Teddy, 24, R. Tee                           | 3:19    |
| 4. | „Bet You Wanna” (featuring Cardi B) | Tommy Brown, Steven Franks, Ryan Tedder, Melanie Fontana, Belcalis Almanzar, Torae Carr, Jonathan Descartes | Tommy Brown, Steven Franks                                                                  | Tommy Brown, Steven Franks, Teddy           | 2:39    |
| 5. | „Lovesick Girls”                    | Teddy, Løren, Jisoo, Jennie, Danny Chung                                                                    | Teddy, 24, Jennie, Brian Lee, Leah Haywood, R. Tee, David Guetta                            | 24R. Tee                                    | 3:12    |
| 6. | „Crazy Over You”                    | Teddy, Bekuh Boom, Danny Chung                                                                              | Teddy, Bekuh Boom24, R. Tee, Future Bounce                                                  | 24, R. Tee, Future Bounce                   | 2:41    |
| 7. | „Love to Hate Me”                   | Tushar Apte, Rob Grimaldi, Chloe George, Steph Jones, Danny Chung                                           | Tushar Apte, Rob Grimaldi, 24                                                               | Tushar Apte, Rob Grimaldi, 24, Vince, Teddy | 2:49    |
| 8. | „You Never Know”                    | Løren, Bekuh Boom                                                                                           | 24, Boom                                                                                    | 24                                          | 3:49    |

## Notowania
| Lista                                    | Pozycja |
| ---------------------------------------- | ------- |
| South Korean Albums (Circle)             | 1       |
| Argentine Albums (CAPIF)                 | 9       |
| Australian Albums (ARIA)                 | 2       |
| Austrian Albums (Ö3 Austria)             | 9       |
| Belgian Albums (Ultratop Flanders)       | 4       |
| Belgian Albums (Ultratop Wallonia)       | 16      |
| Canadian Albums (Billboard)              | 5       |
| Croatian International Albums (HDU)      | 22      |
| Danish Albums (Hitlisten)                | 19      |
| Dutch Albums (Album Top 100)             | 14      |
| Finnish Albums (Suomen virallinen lista) | 9       |
| French Albums (SNEP)                     | 11      |
| German Albums (Offizielle Top 100)       | 7       |
| Hungarian Albums (MAHASZ)                | 7       |
| Icelandic Albums (Plötutíðindi)          | 13      |
| Irish Albums (OCC)                       | 6       |
| Italian Albums (FIMI)                    | 17      |
| Japanese Albums (Oricon)                 | 4       |
| Japanese Hot Albums (Billboard Japan)    | 2       |
| Lithuanian Albums (AGATA)                | 3       |
| New Zealand Albums (RMNZ)                | 1       |
| Norwegian Albums (VG-lista)              | 10      |
| Polish Albums (ZPAV)                     | 4       |
| Portuguese Albums (AFP)                  | 19      |
| Scottish Albums (OCC)                    | 3       |
| Spanish Albums (PROMUSICAE)              | 4       |
| Swedish Albums (Sverigetopplistan)       | 8       |
| Swiss Albums (Schweizer Hitparade)       | 11      |
| UK Albums (OCC)                          | 2       |
| US Billboard 200                         | 2       |
| US World Albums (Billboard)              | 1       |

## Sprzedaż
| Kraj             | Sprzedaż   |
| ---------------- | ---------- |
| Korea Południowa | 1 538 404  |
| USA              | 117 000+   |
| Chiny            | 1 436 437+ |
| Wielka Brytania  | 60 000     |
| Polska           | 20 000     |